# Gustaf Quiding
Gustaf Quiding, född 24 maj 1858 i Karlskrona, död där 1 november 1927, var en svensk affärsman och museiman.
Gustaf Quiding var son till affärsmannen Wilhelm Ossian Quiding. Efter att ha genomgått elementarläroverket i Karlskrona, anställdes han 1874 i faderns firma, W. Hubendick & co., vilken han själv innehade 1887–1915. Under Quidings ledning utvecklades till Karlskronas främsta bosättningsaffär. Från 1880 till sin död var Quiding en entusiastisk samlare av kulturhistoriska föremål och personhistoriska upplysningar rörande Blekinge och dess befolkning. I sitt hus skapade han den så kallade "Blekingestugan", som med sina autentiska inredningsföremål troget återgav en gammal blekingsk ryggåsstuga, Den donerades senare av Quiding till Blekinge museum. Quiding var en av upphovsmännen till Blekinge museiförening 1899 och utsågs samma år till intendent för Blekinge museum. 1909 tog han initiativet till Vämöparken, Karlskronas folkpark, där ett friluftsmuseum inrättades.